# 馬奇督
馬奇督（阿美語：Makito），是台灣阿美族馬太鞍部落神話中的摘取之神，也是食人族巴奇督的領袖。

## 身世
馬奇督的詞意為『摘下（Ma-kitoc）』，是神族系譜中的第六代神祇，卡里什神族（Karish）的一員，妻子是自己的姊妹忽辜（Hoko），其祖先可以追溯到第三代的茲洛姆與菈嘎勞，他們原先是在姪子阿富阿富魯要（Avoavorojau）的部落裡生活，但部落被阿富阿富魯要的仇敵瓦卡（Wakah）所殺，年輕人幾乎被屠殺殆盡，他和忽辜是少數的倖存者之一，後來他們又創建了自己的部落，部落的人跟他們一樣喜歡吃蛇，也會吃人，有時被稱作巴奇督人。

## 神話

### 打獵
馬奇督經常跟狩獵之神薩索羅蘭（Sasololan）與拉麗蘭（Rariraan）出去打獵，有一次三人在山上遇到一條巨蛇（或稱蛇龍咖逆茲，Kangic），薩索羅蘭和拉麗蘭都嚇得跑開，只有馬奇督待在原地殺死了巨蛇，後來馬奇督割下巨蛇的肉和腸子烤熟給他們吃，但他們也因為蛇的味道而不敢接近，最後都給了馬奇督吃；但又有一次打獵，他們遇到了一頭鹿，馬奇督卻因為從沒看過有角的野獸而不敢接近，最後由薩索羅蘭將鹿射殺，而在他們烤肉吃的時候，馬奇督帶來的十隻獵犬都被薩索羅蘭那些更大的六隻獵犬咬死了，變成小豹和松鼠，因此現在的小豹會吃蛇。

### 惡靈
後來馬奇督的部落裡的一些年輕人前往薩索羅蘭家附近打獵，不知情的薩索羅蘭看到他們升火的煙以為有敵人靠近，因此要烏秋唱起歌讓他們所在的岩洞崩塌，那些年輕人後來都變成了惡靈或單腿惡靈（Tsikitsiki）。